# هيئة رأس الخيمة للاستثمار
تم تشكيل هيئة رأس الخيمة للاستثمار بموجب المرسوم الأميري رقم (2) / 2005 الصادر عن المغفور له الشيخ صقر بن محمد القاسمي في ضوء تعزيز مناخ الاستثمار في رأس الخيمة بالإمارات العربية المتحدة وتعزيز مختلف القطاعات الاقتصادية. تم ربط تأسيسه بحدث للبنك الدولي للدراسة وترويج الاستثمار في مايو 2005 ("الاستثمار والعيش في رأس الخيمة") بدأه وتابعه المهندس السويسري اللبناني خاطر مسعد الذي عمل مستشارًا قديمًا للشيخ سعود بن صقر القاسمي، مؤسس سيراميك رأس الخيمة والرئيس التنفيذي لوقت طويل في هيئة رأس الخيمة.

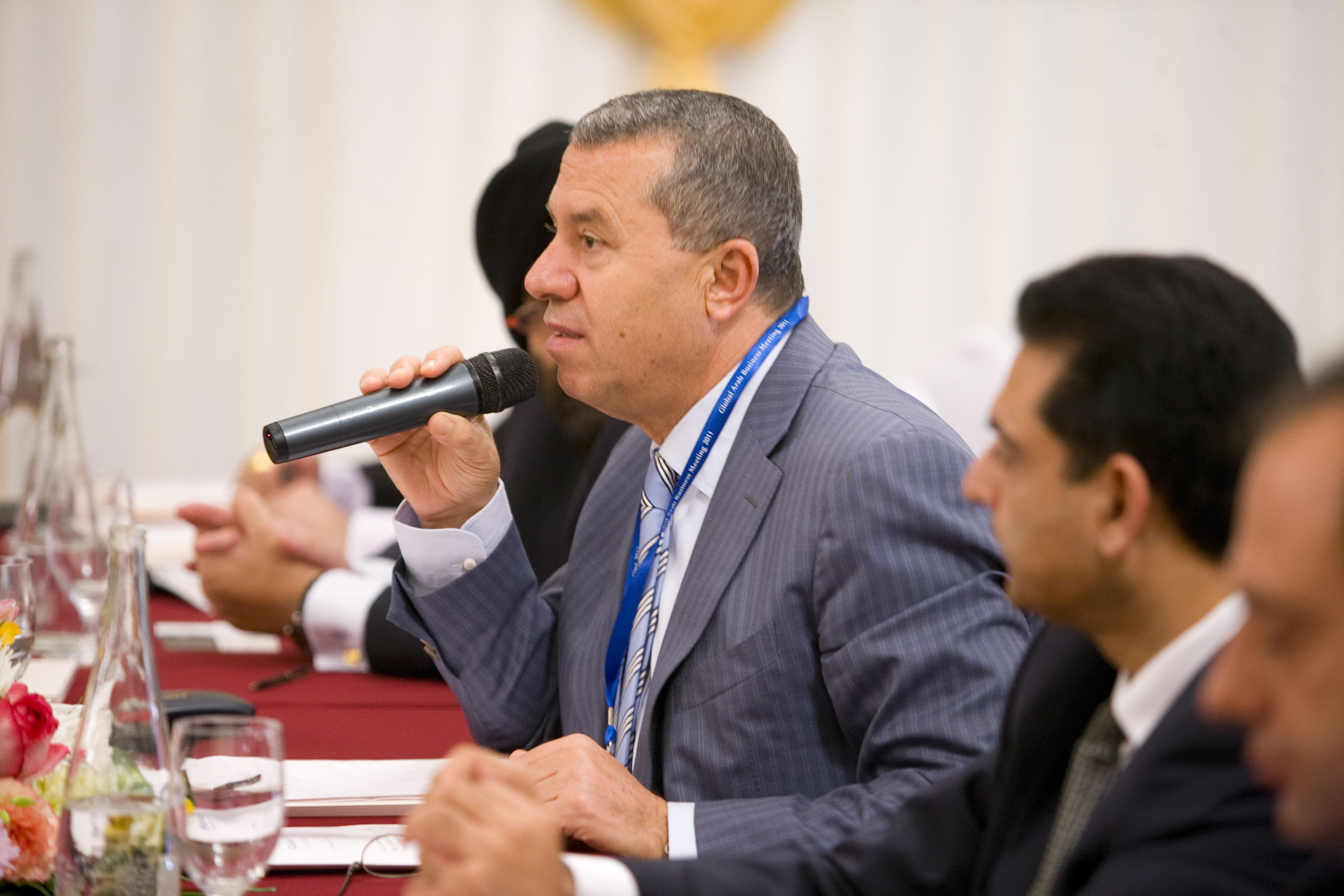
خاطر مسعد ، الرئيس التنفيذي لمؤسسة رأس الخيمة ، في اجتماع هوراسيس العالمي العربي للأعمال في أكتوبر 2011

تشمل القطاعات قيد التطوير المجمعات الصناعية والتعليم والتكنولوجيا والعقارات والنقل والصناعة والطاقة، بالإضافة إلى العمليات الخارجية وغيرها من الاستثمارات. على عكس الرأي السائد، فإن هيئة رأس الخيمة للاستثمار ليست صندوق ثروات سياديًا مناسبًا يعتمد على سبيل المثال على دخل ثابت من النفط أو الغاز. بدلاً من ذلك، تعد هيئة رأس الخيمة للاستثمار وكالة ترخيص وترويج صناعية لجذب الاستثمارات إلى رأس الخيمة. تقوم حكومة رأس الخيمة بصفتها المالك أو هيئة رأس الخيمة للاستثمار بجمع الأموال من الأسواق المالية وتمرير هذه الأموال المقترضة إلى هيئة رأس الخيمة.

## روابط خارجية
- موقع رسمي